# MILF
MILF là từ viết tắt của câu "Mother/Mom/Mama I'd Like to Fuck" (tạm dịch: Bà mẹ mà tôi muốn làm tình). Đây là tiếng lóng thông tục chỉ những người phụ nữ trưởng thành (thường là đã làm mẹ) có vẻ ngoài gợi cảm, khơi gợi tình dục.
Từ viết tắt này thường được dùng trong tiếng Anh thông tục, thay vì nói cả câu đầy đủ.

## DILF
DILF (viết tắt của "Dad/Daddy I'd Like to Fuck") hay FILF ("Father I'd Like to Fuck") là từ lóng tương tự như MILF, nhưng dùng để chỉ đàn ông.

## Văn hóa đại chúng
Từ này thường thấy trong sinh hoạt hàng ngày hoặc trong ngành phim khiêu dâm. Năm 2016, nữ ca sĩ Fergie phát hành đĩa đơn có tên M.I.L.F. $, cũng là cách chơi chữ từ từ này.